# Ehrenstrahlska huset
Ehrenstrahlska huset eller Fuhrmanska huset är en byggnad i kvarteret Juno på Svartmangatan 20–22 Tyska Brunnsplan i Gamla stan, Stockholm.

## Ehrenstrahlska huset
Huset uppfördes för hovmålaren David Klöcker Ehrenstrahl 1666. Byggnaden lär stå på murar från Svartbrödraklostret, och inrymmer idag Storkyrkoskolan och Estniska skolan. Vid ombyggnadsarbetet på 1700-talet ska "åtskilliga kärror af menniskoreliqvier" ha blivit bortförda.

## Fuhrmanska huset
Byggnaden kallas även för Fuhrmanska huset efter vinhandlaren och hovkällarmästaren Peter Hinrich Fuhrmann, som mellan 1768 och 1773 drev en vinkällare i huset. Från den tiden existerar fortfarande ett portöverstycke i smide i sirlig rokoko med de hopflätade initialerna för honom och hustrun P H F M G (Peter Heinrich Fuhrmann Margarete Götze). Fuhrmann hörde till den tyska minoriteten i Stockholm och som sådan var han medlem i Tyska S:ta Gertruds församling. Till denna församling testamenterade han hela sin förmögenhet som förvaltas av Fuhrmannsche Stiftung, vars uppgift är bland annat att främja tyska språket bland församlingens barn och ungdomar. På fasaden till huset på Svartmangatan 20-22 uppsattes 1923 en minnestavla med anledning av hans 150-åriga dödsdag.
Under åren 1841-1847 bodde etnologen, folklivsforskaren och diplomaten Gunnar Olof Hyltén-Cavallius i huset. I sina memoarer Ur mitt framfarna lif: hågkomster och anteckningar, berättar han att han bodde två trappor upp "i det stora, ljusa hörnrummet, gentöfver förstugan, med fönster emot torget […] och den gent öfver belägna judiska synagogan". Han delade bostad med sin vän, den brittiske arkeologen och filologen George Stephens (filolog). 

## Bildgalleri

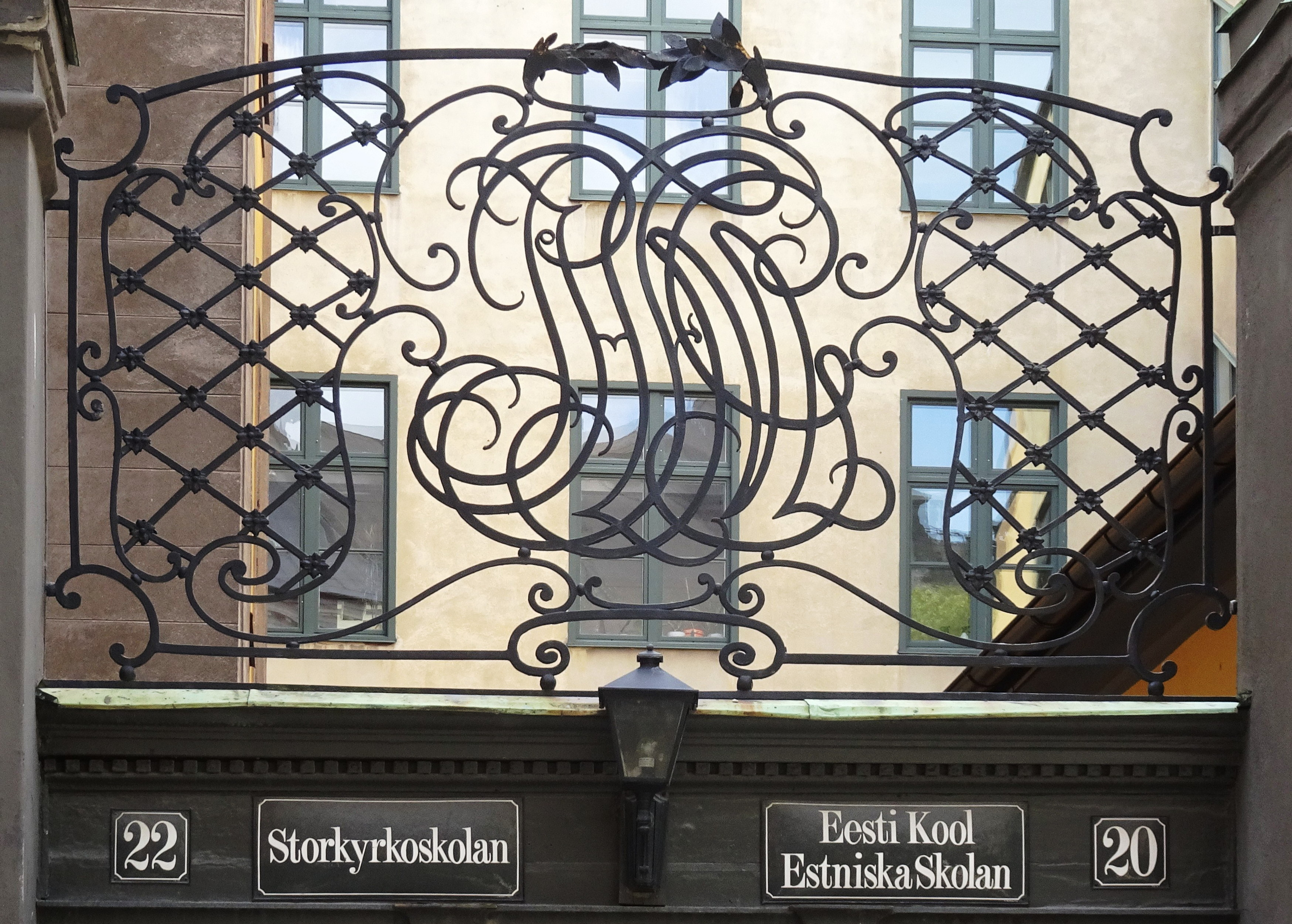
Överstycke i smide med initialerna P H F M G.
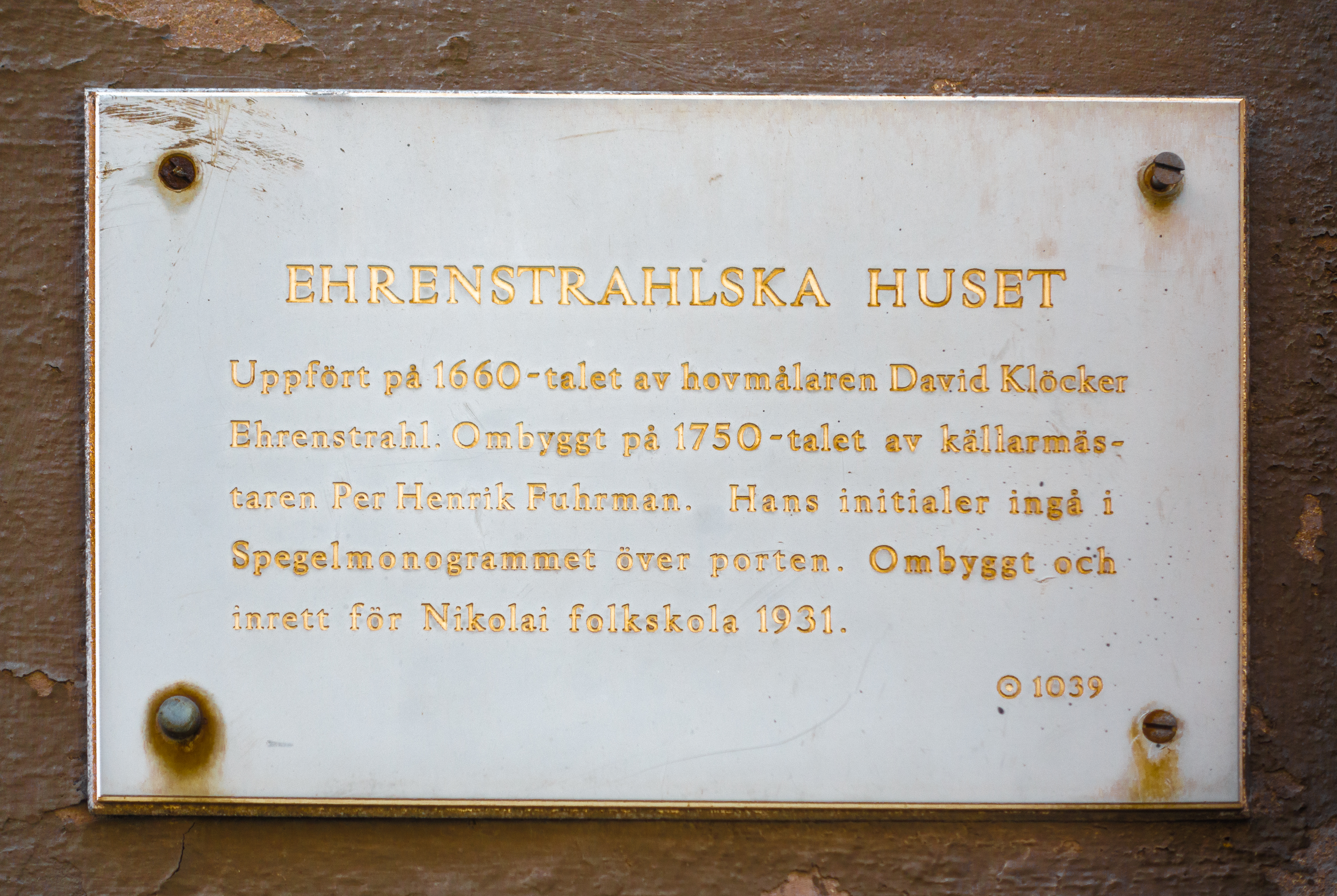
Plakett på fasaden.
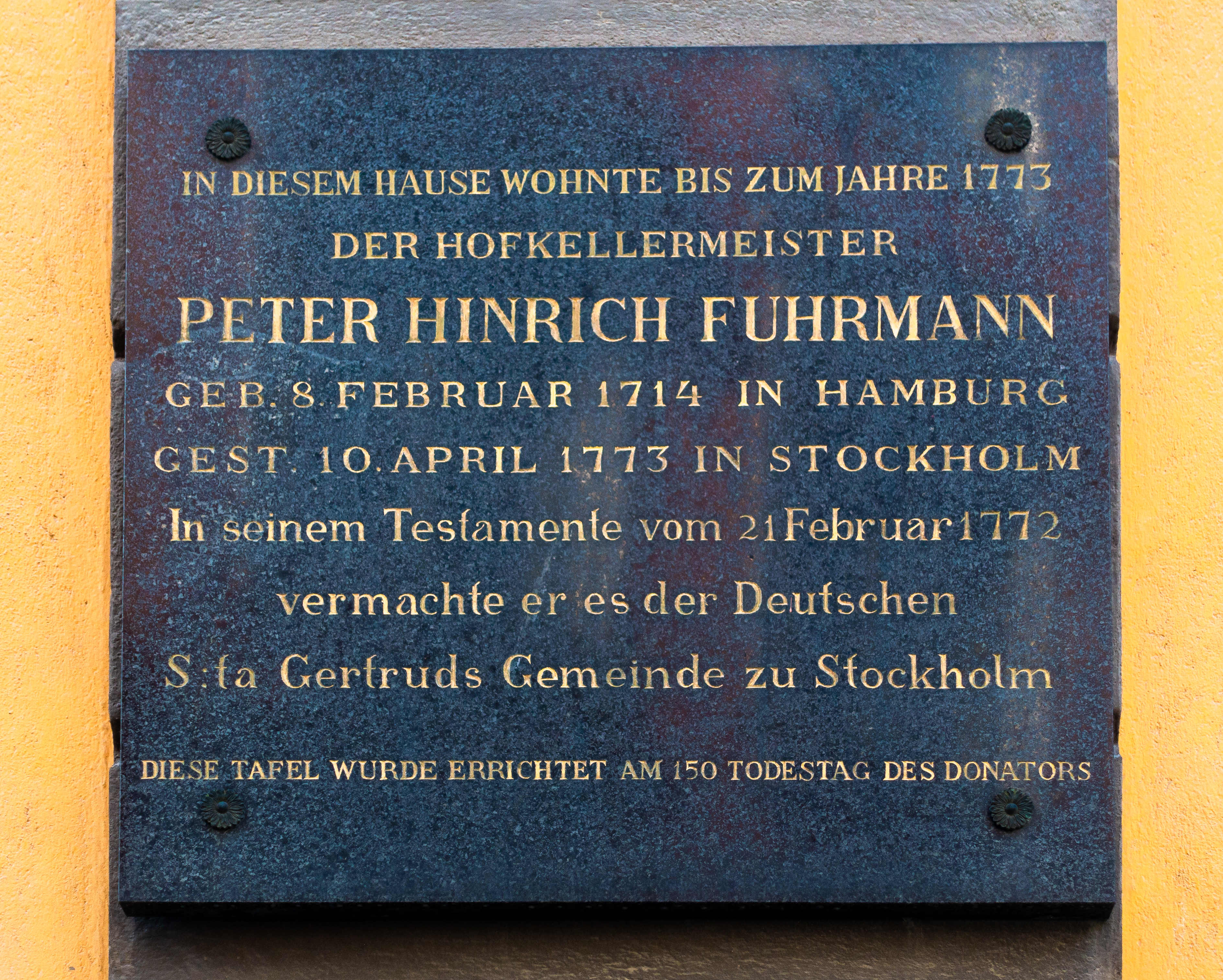
Minnestavla uppsatt 1922.